# Episannina perlucida
Episannina perlucida là một loài bướm đêm thuộc họ Sesiidae. Loài này có ở Cộng hòa Dân chủ Congo và Gabon.